# 916
Cette page concerne l'année 916  du calendrier julien.
L'année 916 est une année bissextile qui commence un lundi.

## Événements
- 11 mai : début de la construction de Mahdia en Ifriqiya. Elle devient la capitale du calife fatimide Ubayd Allah al-Mahdi en 921[1].
- 20 septembre : synode de Hohenaltheim convoqué par Conrad Ier de Germanie. Berthold et son frère Erchanger sont condamnés puis exécutés sur instructions du roi le 21 janvier 917[2].
- Le Khitan Yelü Abaoji se proclame empereur « à la chinoise »[3] et fonde la dynastie Liao. Sous sa conduite les Khitan imposent leur autorité sur la Mongolie et repoussent les Kirghiz vers la Sibérie (924).
- En Inde, le roi Pratihâra  Mahipala est vaincu par le roi Rashtrakuta Indra III (en) qui prend momentanément Kanauj[4].
- La régente de l'empire byzantin Zoé Carbonopsina ouvre des négociations de paix avec les Abbassides dirigées par le patriarche Nicolas Mystikos ; une ambassade est envoyée à Bagdad et des prisonniers sont échangés en 917[5].